# San Polo d'Enza
San Polo d'Enza is een gemeente in de Italiaanse provincie Reggio Emilia (regio Emilia-Romagna) en telt 5529 inwoners (31-12-2004). De oppervlakte bedraagt 32,6 km², de bevolkingsdichtheid is 160 inwoners per km².

## Buurtschappen
De volgende frazioni maken deel uit van de gemeente: Barcaccia, Belvedere, Bonini, Borsea, Bosi, Ca'Bianca, Casa Bertolini, Casa Farini, Case dell'Eva, Colombarone, Cornacchia, Fratta, Ghilga, Grassano Basso, Grassano Chiesa, Grassano Scuola, Pezzano, Pietre, Pieve, Pontenovo, Rio Luceria, Sedignano, Sessanta, Stradella.

## Demografie
San Polo d'Enza telt ongeveer 2100 huishoudens. Het aantal inwoners steeg in de periode 1991-2001 met 9,9% volgens cijfers uit de tienjaarlijkse volkstellingen van ISTAT.
| Jaar | Inwoneraantal |
| ---- | ------------- |
| 1991 | 4751          |
| 2001 | 5221          |

## Geografie
San Polo d'Enza grenst aan de volgende gemeenten: Bibbiano, Canossa, Montecchio Emilia, Montechiarugolo (PR), Quattro Castella, Traversetolo (PR), Vezzano sul Crostolo.
Albinea · Bagnolo in Piano · Baiso · Bibbiano · Boretto · Brescello · Busana · Cadelbosco di Sopra · Campagnola Emilia · Campegine · Canossa · Carpineti · Casalgrande · Casina · Castellarano · Castelnovo di Sotto · Castelnovo ne' Monti · Cavriago · Collagna · Correggio · Fabbrico · Gattatico · Gualtieri · Guastalla · Ligonchio · Luzzara · Montecchio Emilia · Novellara · Poviglio · Quattro Castella · Ramiseto · Reggio Emilia  · Reggiolo · Rio Saliceto · Rolo · Rubiera · San Martino in Rio · San Polo d'Enza · Sant'Ilario d'Enza · Scandiano · Toano · Ventasso · Vetto · Vezzano sul Crostolo · Viano · Villa Minozzo
- Library of Congress Control Number: n87904395
- Nationale Bibliotheek van Israël: 987007562410705171
- Virtual International Authority File: 140818207

1. ↑  https://demo.istat.it/?l=it.